# ألباريدو أرنابولدي (بافيا)
ألباريدو أرنابولدي (بالإيطالية: Albaredo Arnaboldi)‏ هي بلدة تقع في مقاطعة بافيا بإقليم لومبارديا في شمال إيطاليا. تبلغ مساحة هذه المدينة 9.2 (كم²)، وترتفع عن سطح البحر 77 م، بلغ عدد سكانها 200 نسمة في عام 2004 حسب إحصاء المعهد الوطني للإحصاء.

## السكان
في سنة 1861 بلغ عدد السكان 568 نسمة، وتطور العدد ليصل في سنة 2011 لـ 225 نسمة.
يظهر هذا المخطط البياني تطور النمو السكاني لـ ألباريدو أرنابولدي (بافيا)